# Айдевілл (Пенсільванія)
Айдевілл (англ. Idaville) — переписна місцевість (CDP) в США, в окрузі Адамс штату Пенсільванія. Населення — 176 осіб (2020).

## Географія
Айдевілл розташований за координатами 40°1′9″ пн. ш. 77°12′12″ зх. д. / 40.01917° пн. ш. 77.20333° зх. д. (40.019238, -77.203438).  За даними Бюро перепису населення США в 2010 році переписна місцевість мала площу 1,81 км², з яких 1,80 км² — суходіл та 0,01 км² — водойми.

## Демографія
Згідно з переписом 2010 року, у переписній місцевості мешкало 177 осіб у 69 домогосподарствах у складі 52 родин. Густота населення становила 98 осіб/км².  Було 78 помешкань (43/км²).
Расовий склад населення:
| - 96,6 % — білих - 2,3 % — чорних або афроамериканців - 0,6 % — азіатів |

До двох чи більше рас належало 0,6 %. Частка іспаномовних становила 2,3 % від усіх жителів.
За віковим діапазоном населення розподілялося таким чином: 16,4 % — особи молодші 18 років, 61,6 % — особи у віці 18—64 років, 22,0 % — особи у віці 65 років та старші. Медіана віку мешканця становила 43,5 року. На 100 осіб жіночої статі у переписній місцевості припадало 103,4 чоловіків;  на 100 жінок у віці від 18 років та старших — 100,0 чоловіків також старших 18 років.
За межею бідності перебувало 4,5 % осіб, у тому числі 0,0 % дітей у віці до 18 років та 0,0 % осіб у віці 65 років та старших.
Цивільне працевлаштоване населення становило 141 особа. Основні галузі зайнятості: виробництво — 22,0 %, роздрібна торгівля — 20,6 %, освіта, охорона здоров'я та соціальна допомога — 19,1 %.